# 羽獵蝽
羽獵蝽（学名：Ptilocerus kanoi）为獵蝽科羽獵蝽屬下的一个种。